# Fjärrvärmenämnden
Fjärrvärmenämnden är en nämnd vid Statens energimyndighet med uppgift att hantera frågor om medling enligt fjärrvärmelagen (2008:263). Nämnden, som bildades den 1 juli 2008, är en självständig organisatorisk enhet inom Energimyndigheten men inte en egen myndighet. 

## Medling
Om en förhandling mellan ett fjärrvärmeföretag och en fjärrvärmekund inte leder till någon överenskommelse om villkor för fjärrvärme, får fjärrvärmeföretaget eller fjärrvärmekunden ansöka om medling. Nämnden medlar även i förhandlingar om tillträde till rörledningar i en fjärrvärmeverksamhet, när ett fjärrvärmeföretag och någon som vill sälja värme eller använda ledningarna för distribution inte kan komma överens.

## Nämndens sammansättning
Fjärrvärmenämnden består av 
- en ordförande och en vice ordförande som ska vara eller ha varit ordinarie domare,

- en ledamot som ska vara väl förtrogen med fjärrvärmeföretags förhållanden och en ledamot som ska vara väl förtrogen med fjärrvärmekunders förhållanden, och

- tre experter som ska ha kunskap om produktion och distribution av fjärrvärme och som inte får vara anställda hos något fjärrvärmeföretag eller hos någon part på fjärrvärmemarknaden.